# Michael Murphy (football gaélique)
Michael Murphy en Anglais ou  Mícheál Ó Murchú en Irlandais, (né le 4 aout 1989 à Letterkenny dans le Comté de Donegal) est un joueur Irlandais de Football gaélique, il évolue au poste d'avant centre et dispute les compétitions inter-comtés sous les couleurs de Donegal depuis 2007.
En 2012, il remporte le All-Ireland Senior Football Championship avec Donegal en tant que capitaine, inscrivant le premier but de la finale après 3 minutes de jeu.
Michael Murphy est membre du club de Glenswilly avec lequel il a remporté un titre de champion du comté de Donegal en 2011.

## Palmarès

### Collectif
Glenswilly
- Championnat de Football Senior de Donegal:
  - Vainqueur (1): 2011

Donegal
- All-Ireland Senior Football Championship
  - Vainqueur (1): 2012 [c]

- 2 Ulster Senior Football Championship
  - Vainqueur (2): 2011(2011, 2012 [c])
  - Finaliste (1): 2013

- 1 National Football League Division 2 (2011 [c])
- 2 Dr. McKenna Cup (2009, 2010)

Other
- 1 Ulster Under-21 Football Championship (2010)
- 1 Ulster Minor Football Championship (2006)
- 1 Ulster Minor Football League (2006)

### Individuel
- 1 All Stars Award (2012)
  - 1 All Stars Jeune footballeur de l'année (2009)

Sur un match
- 1 Joueur du match de la finale du All-Ireland Senior Football Championship (2012)[1]
- 1 Joueur du match de la finale de l'Ulster Senior Football Championship (2011)
- 1 Joueur du match de la finale du Donegal Senior Football Championship (2011)